# Логотет
Логотет (грч. λογοθέτης) је било византијско звање, које коришћено за високе чиновнике чије су се дужности махом односиле на финансије, али је тај термин коришћен и као основа за називе других високих чиновника, који су се налазили на челу појединих ресора логотезиона. Ово звање је из Византије прешло у земље под њеним утицајем, између осталог и у средњовековну Србију, а из ње касније и у Босну. У њима је логотет обављао улогу шефа дворске канцеларије, док се у Дубровачкој републици под тим појмом подразумевао обичан писар.

## Логотети у Византији
Порекло овог звања није прецизно утврђено, али се повезује са римским numerarii, scrinarii и rationales. Иако се не помиње у Notitia dignitatum, звање логотета је постојало у VI веку, када се под тим појмом подразумевали чиновници који су контролисали финансије на разним нивоима државне управе. Пронађени печати који су припадали (обичним) логотетима у доброј мери се датирају у VI и VII век, да би око VII века дошло до велике промене у улози логотета. У то доба институција преторијанског префекта губи свој значај и области које је она контролисала се издвајају у засебне институције, а на челима неких од њих су се нашли логотети:
- логотет дрома
- логотет геника
- логотет стратиотика
- логотет агела

Алексије I Комнин (1081—1118) је покушао да побољша државну управу, увођењем звања логотета секрета (касније замењеног звањем великог (мега) логотета), који се налазио на челу цивилне администрације.
У црквеним круговима су такође постојали логотети, попут патријарховог логотета, који после XII века добија на посебном значају или митрополитовог логотета који је имао и улогу у судству. 
Израз логотет послужио је и за стварање назива читавог низа службеника у Византији, попут логотета праиториона и других.

## Логотети у Србији и Босни
Од доба краља Милутина (1282—1321) и његове византинизације Србије, у њој се јавља и звање логотета, а касније, са проглашењем за краљевину, логотети се јављају и у Босни, са истом улогом као и у Србији.
Они су се налазили на челу дворске канцеларије и били су задужен за писање и издавање повеља, а имали су и одређене улоге везане за цркву.